# WTA Finals 2017 – ženská čtyřhra
Ženská čtyřhra WTA Finals 2017 probíhala v závěru října 2017. Do deblové soutěže singapurského Turnaje mistryň nastoupilo osm nejlepších dvojic v klasifikaci žebříčku WTA Race. Obhájkyněmi titulu byly Rusky Jekatěrina Makarovová a Jelena Vesninová, jež v semifinále podlehly dvojici Kiki Bertensová a Johanna Larssonová.
Rozlosování deblové soutěže proběhlo v pondělí 24. října v 18 hodin místního času.
Z turnaje se odhlásily dva kvalifikované páry. Nejdříve Američanka Bethanie Matteková-Sandsová s českou hráčkou Lucií Šafářovou, které vyhrály úvodní dva grandslamy sezóny. Matteková-Sandsová si v červenci 2017 přivodila luxaci pately v koleni a ukončila sezónu. Šafářová ji následovala v říjnu pro zánět šlach v zápěstí. V říjnu pak také ukončila sezónu další Češka, 32letá Lucie Hradecká pro zranění kolena, jež měla do soutěže zasáhnout s Kateřinou Siniakovou.
S kariérou se v Singapuru rozloučila švýcarská tenistka Martina Hingisová, která již v průběhu turnaje oznámila, že po Turnaji mistryň ukončí kariéru. Poslední zápas pak odehrála v semifinále, kde s Čan Jung-žan podlehly Babosové s Hlaváčkovou.
Vítězem se stal třetí nasazený maďarsko-český pár Tímea Babosová a Andrea Hlaváčková, který ve finále zdolal nizozemsko-švédské turnajové osmičky Kiki Bertensovou a Johanna Larssonovou. Po dvousetovém průběhu 4–6 a 6–4 rozhodl až supertiebreak poměrem míčů [10–5]. Obě šampionky si do žebříčku WTA připsaly 1 500 bodů a získaly pátou společnou trofej po vítězstvích v Rabatu, Québecu, Taškentu i  Moskvě. Babosová vybojovala šestnáctý deblový titul na okruhu WTA Tour a pro Hlaváčkovou to bylo dvacáté páté takové turnajové vítězství. Půlroční spolupráci po zisku první trofeje Martiny Navrátilové obě ukončily, když Babosová vyjádřila záměr více se soustředit na dvouhru.

## Nasazení párů
1. Čan Jung-žan /  Martina Hingisová (semifinále, 750 bodů, 157 500 USD/pár)
2. Jekatěrina Makarovová /  Jelena Vesninová (semifinále, 750 bodů, 157 500 USD/pár)
3. Tímea Babosová /  Andrea Hlaváčková (vítězky, 1 500 bodů, 500 000 USD/pár)
4. Ashleigh Bartyová /  Casey Dellacquová (čtvrtfinále, 375 bodů, 81 250 USD/pár)
5. Gabriela Dabrowská /  Sü I-fan (čtvrtfinále, 375 bodů, 81 250 USD/pár)
6. Anna-Lena Grönefeldová /  Květa Peschkeová (čtvrtfinále, 375 bodů, 81 250 USD/pár)
7. Andreja Klepačová /  María José Martínezová Sánchezová (čtvrtfinále, 375 bodů, 81 250 USD/pár)
8. Kiki Bertensová /  Johanna Larssonová (finále, 1 080 bodů, 260 000 USD/pár)

## Soutěž
| Legenda                                                       |                                                                        |                                                   |
| - Q – kvalifikant - WC – divoká karta - LL – šťastný poražený | - Alt – náhradník - SE – zvláštní výjimka - PR/SR – žebříčková ochrana | - w/o – bez boje - r – skreč - d – diskvalifikace |

|  | Čtvrtfinále | Čtvrtfinále                                         | Čtvrtfinále                            | Čtvrtfinále | Čtvrtfinále |                                  |                                    | Semifinále                         | Semifinále | Semifinále | Semifinále | Semifinále |                                  |   | Finále | Finále | Finále | Finále | Finále |
|  |             |                                                     |                                        |             |             |                                  |                                    |                                    |            |            |            |            |                                  |   |        |        |        |        |        |
|  | 1           | Čan Jung-žan Martina Hingisová                      | 6                                      | 6           |             |                                  |                                    |                                    |            |            |            |            |                                  |   |        |        |        |        |        |
|  | 6           | Anna-Lena Grönefeldová Květa Peschkeová             | 3                                      | 2           |             |                                  |                                    |                                    |            |            |            |            |                                  |   |        |        |        |        |        |
|  | 6           | Anna-Lena Grönefeldová Květa Peschkeová             | 3                                      | 2           |             | 1                                | Čan Jung-žan Martina Hingisová     | 4                                  | 65         |            |            |            |                                  |   |        |        |        |        |        |
|  |             |                                                     |                                        |             |             |                                  | Čan Jung-žan Martina Hingisová     | 4                                  | 65         |            |            |            |                                  |   |        |        |        |        |        |
|  |             | 3                                                   | Tímea Babosová Andrea Hlaváčková       | 6           | 7           |                                  |                                    |                                    |            |            |            |            |                                  |   |        |        |        |        |        |
|  | 3           | 3                                                   | Tímea Babosová Andrea Hlaváčková       | 6           | 7           | Tímea Babosová Andrea Hlaváčková | 6                                  | 6                                  |            |            |            |            |                                  |   |        |        |        |        |        |
|  | 3           |                                                     |                                        |             |             | Tímea Babosová Andrea Hlaváčková | 6                                  | 6                                  |            |            |            |            |                                  |   |        |        |        |        |        |
|  | 7           | Andreja Klepačová María José Martínezová Sánchezová | 3                                      | 4           |             |                                  |                                    |                                    |            |            |            |            |                                  |   |        |        |        |        |        |
|  | 7           | Andreja Klepačová María José Martínezová Sánchezová | 3                                      | 4           |             |                                  |                                    |                                    |            |            |            | 3          | Tímea Babosová Andrea Hlaváčková | 4 | 6      | [10]   |        |        |        |
|  |             |                                                     |                                        |             |             |                                  |                                    |                                    |            |            |            |            |                                  | 4 | 6      | [10]   |        |        |        |
|  |             | 8                                                   | Kiki Bertensová Johanna Larssonová     | 6           | 4           | [5]                              |                                    |                                    |            |            |            |            |                                  |   |        |        |        |        |        |
|  | 8           | 8                                                   | Kiki Bertensová Johanna Larssonová     | 6           | 4           | [5]                              | Kiki Bertensová Johanna Larssonová | 79                                 | 61         | [10]       |            |            |                                  |   |        |        |        |        |        |
|  | 8           |                                                     |                                        |             |             |                                  | Kiki Bertensová Johanna Larssonová | 79                                 | 61         | [10]       |            |            |                                  |   |        |        |        |        |        |
|  | 4           | Ashleigh Bartyová Casey Dellacquová                 | 67                                     | 7           | [6]         |                                  |                                    |                                    |            |            |            |            |                                  |   |        |        |        |        |        |
|  | 4           | Ashleigh Bartyová Casey Dellacquová                 | 67                                     | 7           | [6]         |                                  | 8                                  | Kiki Bertensová Johanna Larssonová | 6          | 6          |            |            |                                  |   |        |        |        |        |        |
|  |             |                                                     |                                        |             |             |                                  | 8                                  | Kiki Bertensová Johanna Larssonová | 6          | 6          |            |            |                                  |   |        |        |        |        |        |
|  |             | 2                                                   | Jekatěrina Makarovová Jelena Vesninová | 4           | 3           |                                  |                                    |                                    |            |            |            |            |                                  |   |        |        |        |        |        |
|  | 5           | 2                                                   | Jekatěrina Makarovová Jelena Vesninová | 4           | 3           | Gabriela Dabrowská Sü I-fan      | 1                                  | 1                                  |            |            |            |            |                                  |   |        |        |        |        |        |
|  | 5           |                                                     |                                        |             |             | Gabriela Dabrowská Sü I-fan      | 1                                  | 1                                  |            |            |            |            |                                  |   |        |        |        |        |        |
|  | 2           | Jekatěrina Makarovová Jelena Vesninová              | 6                                      | 6           |             |                                  |                                    |                                    |            |            |            |            |                                  |   |        |        |        |        |        |